# Восточный Тимор на летних Олимпийских играх 2008
Команда Восточного Тимора на Летних Олимпийских играх 2008 года была направлена Национальным олимпийским комитетом Восточного Тимора. В заявке Восточного Тимора было представлено 2 спортсмена в одном виде спорта, которые не смогли завоевать ни одной медали.

## Состав олимпийской команды

### Лёгкая атлетика
| Спортсмен            | Соревнование     | Финал     | Финал |
| Спортсмен            | Соревнование     | Результат | Место |
| -------------------- | ---------------- | --------- | ----- |
| Антонио Рамос        | Мужчины, марафон | DNS       | DNS   |
| Мариана Диас Хименес | Женщины, марафон | DNF       | DNF   |